# Mehmed Ağa Boyacıoğlu
Mehmed Ağa Boyacıoğlu († 1690 in Nikosia) war einer der Ağas von Nikosia auf Zypern, dem es gelang, von 1683/1685 bis 1690 die gesamte Insel zu beherrschen. Vielfach als Aufstand gegen die Zentralmacht in Konstantinopel missgedeutet, handelte es sich eher um das Resultat von Machtkämpfen innerhalb der osmanischen Eliten auf der Insel, in deren Verlauf es Boyacıoğlu gelang, alle Ağas auszuschalten. Erst ein Konflikt mit der französischen Gemeinde auf der Insel und die Intervention von Frankreichs Gesandtem bei Hof führte zur gewaltsamen Zerschlagung des nunmehr als Auflehnung gegen den Sultan umgedeuteten Herrschaftssystems. Boyacıoğlu und seine verbliebenen Gefolgsleute wurden in Nikosia hingerichtet.

## Hintergrund
Zypern, das 1570/71 von den Osmanen erobert worden war, blieb in der Hauptsache von Griechen bewohnt, auch wenn die neuen Herren für türkischen Zuzug sorgten. Doch die Führungsgruppen waren vor allem Venezianer, die rund ein Jahrhundert die Insel beherrscht hatten. Von ihnen hatte wiederum ein erheblicher Teil die Insel nach der Eroberung verlassen. Orthodoxe Christen und lokale Honoratioren versuchten nunmehr in die osmanische Hierarchie aufzusteigen. Dabei kam es zu Konkurrenzkämpfen, in denen zum einen das Verhältnis zum Hof in Konstantinopel, zum anderen die Religionszugehörigkeit zu einem „Argument“ im Kampf um einen der höheren Plätze in der Hierarchie werden konnten. 

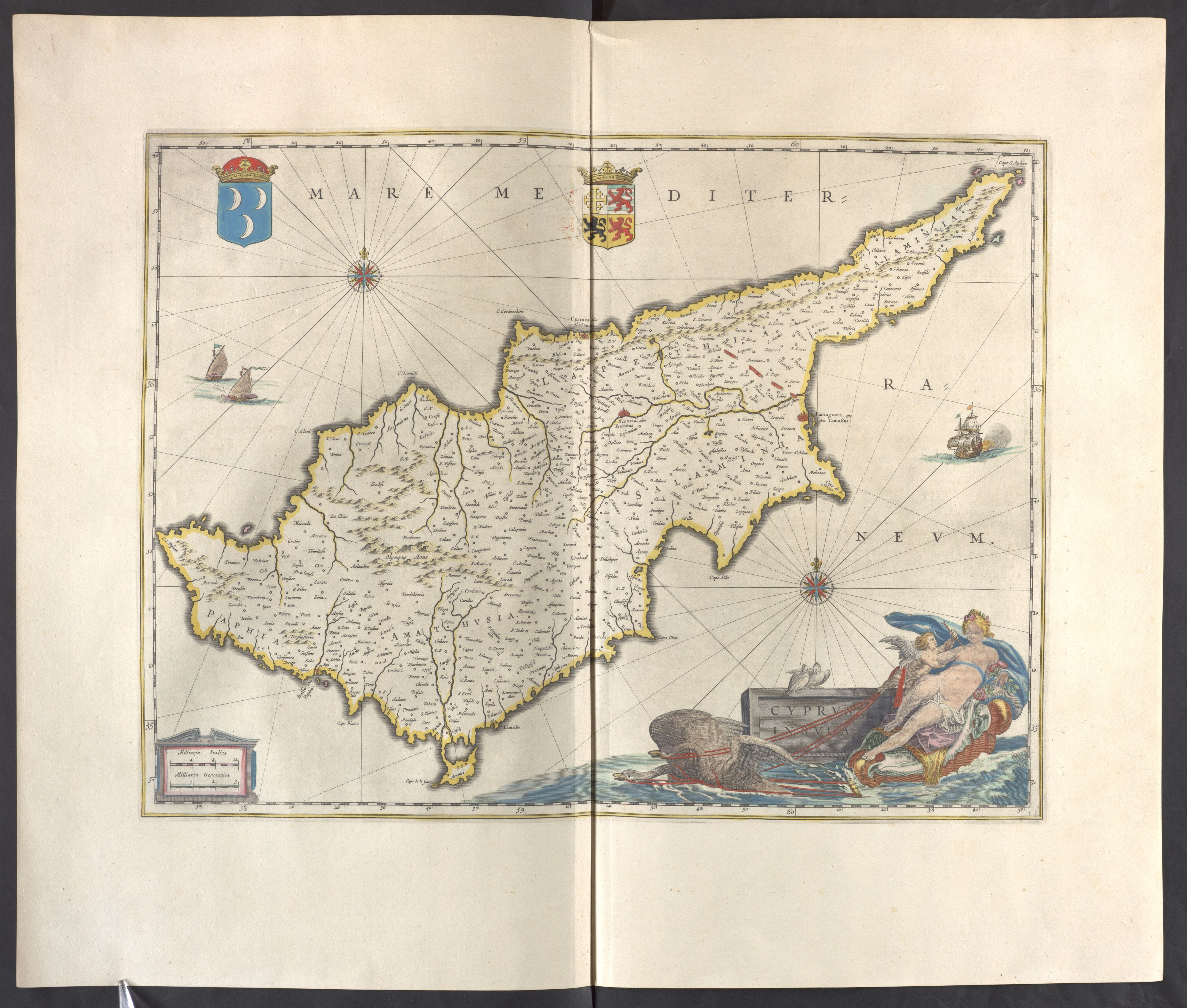
„Cyprvs Insvla“ im Atlas Maior des Joan Blaeu, 1667

Die Insel unterstand von 1670 bis 1687 dem kapudan paşa, bzw. seiner Kanzlei, der seinerseits einen Gouverneur ernannte, den Mütesellim. Dessen wichtigste Aufgabe bestand im Einsammeln von Steuern und Abgaben. Ausgestattet mit Anweisungen und Briefen des Sultans sowie einer Truppe, um ggf. Widerstand zu brechen, sollte der Mütesellim mit möglichst geringem Aufwand möglichst viel aus der Insel herausholen. Dazu verlegte man sich weniger auf Gewalt oder unmittelbaren Zugriff, als auf Verhandlungen mit den lokalen Machthabern und Honoratioren. Damit erhielt die orthodoxe Führungsgruppe erheblichen Einfluss auf den Gesamtvorgang, denn sie besaß eine elaborierte Struktur, die es ihr gestattete, auf jeden Untertanen zuzugreifen, sie beherrschte die Landessprache und verfügte über Verwaltungserfahrung. Die osmanische Regierung griff auf dieses einflussreiche Verwaltungsinstrument mit großem Pragmatismus zurück. Dabei erzeugte dieser relativ schwache Zugriff des Staates wiederum eigene Machtstrukturen auf lokaler Ebene. Diese Stellung förderte in steter Wechselwirkung die zunehmende Kontrolle der lokalen Größen auf Exportprodukte wie Rohseide und Baumwolle, was wiederum neue Honoratioren, Kleriker und Militärs anzog, die ihren Landbesitz ausdehnten. Deren Konkurrenz untereinander verschärfte sich. Kaufleute wurden daher zugleich Politiker, Politiker wurden Kaufleute. Die „Osmanisierung“ bestand also darin, dass lokale Eliten in die Herrschaftsstruktur eingebunden wurden, aber auch darin, dass Beamte und sonstige Staatsdiener sehr stark in die lokalen Strukturen integriert wurden. Dass Zypern vielfach als Verbannungsort genutzt wurde, verstärkte diese Entwicklung in der zudem weit abgelegenen Provinz, die aus dem Blickwinkel der Hauptstadt nur geringe Priorität besaß. Wichtig war vor allem, dass die Insel nicht mehr in den Händen der Venezianer war. 
Die besagten Gruppen sind in den osmanischen Quellen fast gar nicht, in den venezianischen immerhin in Umrissen erkennbar. Sie agierten äußerst informell und es entstanden keine formalen Strukturen. Dabei mussten Gruppen mit gemeinsamen Interessen, wie etwa Landbesitzer oder Händler, Beamte oder Offiziere, keineswegs immer gemeinsam agieren, auch wenn gemeinsame Interessen sie verbinden konnten. Vor diesem Hintergrund kam es zu gewaltsamen Bewegungen nicht deshalb, weil gegen Konstantinopel rebelliert wurde, sondern, weil die „Rebellen“ an dem Regierungssystem Anteil forderten. Dies gilt auch für die Unruhen zur Zeit Boyacıoğlus.
Insgesamt war Zypern von derartigen Unruhen geprägt. İbrahim Paşa, der Mütesellim der Insel, wurde nach Militärunruhen abgesetzt und 1665 hingerichtet. Sein Nachfolger Derzi İbrahim Paşa, wurde ebenfalls mit Klagen überzogen, doch wurde er nach einer Untersuchung von allen Vorwürfen freigesprochen und die Inselbewohner mussten 36.000 Guruş zahlen. Dabei ging es um verzögerte Soldzahlungen und die Intervention von Armeeangehörigen gegen Steuereintreiber. Die Janitscharen wiederum betrieben auf eigene Rechnung ein Eintreibungssystem, über das 1675 Klage geführt wurde. Der Führer der Janitschwaren klagte seinerseits darüber, dass der Beylerbey von Zypern, Abdülkadir Paşa, ohne Rechtsgrundlage Geld von ihnen gefordert habe. 1676 wiederum hintertrieben die lokalen Ağas die Einsammlung der Dschizya, worüber auch diese Klage bei der Pforte führten. 1677 geschah das gleiche bei der Eintreibung der bedel-i nüzül. Die Pforte untersagte dieses Verfahren daraufhin. Auch die Dragomanen versuchten in diesem System zu Macht und Vermögen zu kommen, so etwa Markos Koromilos, bekannter als Markoullis. Er erscheint in den 1660er Jahren in den Quellen, als Mann, der gute Kontakte zu den Westeuropäern hatte. Zwar wurde er verhaftet und nach Konstantinopel gebracht, doch auf Intervention des Dragomanen und Befehlshabers der Reichsflotte Panayiotis Nikousios wurde er wieder freigelassen. Nun wurde Markoullis nach einem Aufenthalt auf Kreta durch den Großwesir zum Dragoman von Zypern erhoben. Er übertrieb sein Ausbeutungssystem dermaßen, dass Erzbischof Nikiphoros (1640–1674) um seine Abberufung ersuchte. Georgis, ein griechischer Händler aus Lefkara, sollte sein Nachfolger werden, doch Markoullis wehrte sich, so dass man den Großwesir, zu dieser Zeit bei Kämpfen in Polen, aufsuchte. Dieser verbannte Markoullis nach Famagusta, wo er wenig später von Janitscharen ermordet wurde.

## Der „Aufstand“
Mehmed Ağa Boyacıoğlu erscheint erstmals Anfang der 1680er Jahre in den Quellen. Zu dieser Zeit war er ein lokaler Ağa. Im Streit mit seinen Amtskollegen verdrängte er diese nach und nach und wurde praktisch zum Herrn über die ganze Insel. Ein erster Versuch, ihn wieder in die Machtstrukturen zu integrieren, wurde 1685/86 unternommen, doch hatte dies für ihn keinerlei Folgen. Als er beim Kontakt mit französischen Händlern seine Zuständigkeiten überschritt, löste dies jedoch in Konstantinopel Besorgnis aus. Der Franzose Sauveur Marin hatte Boyacıoğlu Geld geliehen. Offenbar erpressten ihn, so berichtete der Händler dem französischen Konsul Balthazar Sauvan, Boyacıoğlus Leute wegen Schulden, die dessen Ehefrau und deren Mutter bei dem Franzosen hatten, nämlich genau 1060 Guruş. Der Konsul wiederum leitete die Beschwerde über diese und andere Erpressungen an den französischen Gesandten Pierre Girardin an der Hohen Pforte weiter. Dieser erreichte dort im Juni 1688 eine Anweisung, die 1060 Guruş an Marin zurückzuzahlen. Marin beschrieb dem Gesandten Louis Martin, wie Boyacıoğlu in sein Haus eingedrungen war, und ihn wegen Geschenken, die dieser gefordert hatte, umzubringen gedroht hatte. 
Dies aber waren die einzigen Rechtsbrüche, die man Boyacıoğlu vorwerfen konnte. Der Druck auf die französische Gemeinde, die Kontakte nach Konstantinopel hatte, sorgte anscheinend erst dafür, dass er als „Rebell“ bekämpft wurde. Dazu trug umso mehr bei, dass er sich offenbar gegenüber einem französischen Gastgeber, und vor allem seiner Frau, unangemessen verhalten hatte. 1688/89 galt Boyacıoğlu bereits als şaki, als Bandit, und nun erst wurden von der Zentrale massivere Gegenmaßnahmen eingeleitet. 
Die ausgiebigste Quelle zu den Vorgängen ist die Geschichte Zyperns (Ιστορία Χρονολογική, 1788) von Archimandrite Kyprianos (etwa 1735–1803), die also erst rund ein Jahrhundert später entstand. Kyprianos bezog seine Informationen von dem französischen Konsul Benoît Astier, der wiederum behauptete, sie 1764 von zwei sehr alten Zyprioten erhalten zu haben, deren einer Muslim und 97 Jahre alt war, und vorgab, Zeitzeuge gewesen zu sein. Der andere, ein Christ, war ähnlich alt. Folgt man deren Angaben, so begann Boyacıoğlus Aufstieg, als 1670 das System des Kapudan Paşa implementiert wurde, das er nicht als Schwächephase sah, sondern als ein System auf Gegenseitigkeit. Das eigentliche Problem entstand nicht dadurch, dass die Ağas mit Einverständnis der Inselverwaltung, ja, Konstantinopels die Steuereinziehung monopolisierten und gar zu eigentlichen Herren der Insel wurden, sondern, dass sie in andauernde Streitigkeiten gerieten. Im Verlaufe der eskalierenden Auseinandersetzungen begannen sie sich zu bewaffnen. Nachdem Boyacıoğlu 1683 in Famagusta inhaftiert worden war, konnte er nach seiner Entlassung eine Herrschaft über die gesamte Insel aufbauen. Doch während dieser fünf bis sieben Jahre entrichtete er laut Kyprianos die gesamte Cizye weiterhin an den von der Pforte ernannten Cizyedar. Im Gegensatz dazu, so der Autor, hätten seine Vorgänger diese Steuer zwar eingezogen, aber für sich selbst behalten. 
Folgt man einer anderen Quelle, nämlich Defterdar Sarı Mehmed Paşa, so kamen Boyacıoğlus Unterstützer aus der gesamten Bandbreite des osmanischen Militärs. Dieses wiederum vertrieb die anderen Steuereintreiber. 
Die Pforte sah sich gezwungen, zu reagieren. Çolak Mehmed Paşa wurde mit Truppen ausgestattet, um die Ordnung wiederherzustellen. Doch konnte er sich nicht durchsetzen, außer im Kubatoğlu çiftlik. Ein ebenfalls ausgesandter ‘Frenk’ Mehmed Bey war erfolgreicher, doch wurde er 1685/86 getötet. 1690 wurde Çifutoğlu Ahmed Paşa ausgesandt, um Boyacıoğlu zu unterwerfen. Er landete mit seinen Truppen im Norden, in Akanthou auf dem Karpas, von wo er nach Kythrea marschierte. Dort schnitt er die Mehllieferungen nach Nikosia ab, wo sich die Aufständischen verschanzt hatten. Als er ganze zwei Monate später dort auftauchte, war die Stadt seit langem ohne Nahrungsmittel. Ahmed Paşa, dem sich der erfolglose Çolak Mehmed Paşa anschloss, versprach Boyacıoğlu, sicheres Geleit. In der folgenden Nacht zog dieser mit seinen Leuten ab und ging nach Lefkara, dann nach Lefka, wo 28 seiner Männer ums Leben kamen; 32 weitere wurden von Ahmed Paşas Männern gefangen genommen. In Kykkos gelang es Boyacıoğlu, die Verfolger zurückzuschlagen. Von dort zog er nach Paphos, dann nach Kyrenia im Norden. Dort fiel ihm ein Spion seines Gegners in die Hände, den er an einem Baum gegenüber der Burg aufhängen ließ. 

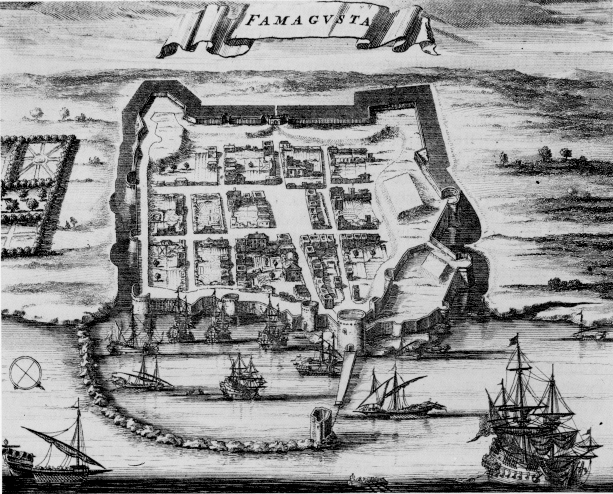
Darstellung Famagustas von Olfred Dapper (1636–1689)

Von den Verfolgern gezwungen, versuchte er sich in Famagusta zu verschanzen, doch die Pforten blieben verschlossen. Er und sechs seiner Männer flohen nach Pyla und Larnaka, versuchten nach Limassol zu gelangen. Doch wurden sie in Koilani gefangen gesetzt. Çifutoğlu Ahmed Paşa ließ ihren Anführer nach Nikosia bringen, wo er ihn in der Nacht erhängen ließ. Während sein Leichnam am nächsten Tag zur Schau gestellt wurde, wurden seine verbliebenen Anhänger an Haken durch den Kiefer aufgehängt. 
Doch damit endeten die Unruhen keineswegs. Ahmed Paşa, nunmehr Beylerbey von Zypern, wurde angeklagt, Leute getötet zu haben, die mit Boyacıoğlu nichts zu tun hatten, um ihr Eigentum einzuziehen. Er hatte die Cizye willkürlich erhöht und Bußgelder eingezogen, obwohl ihm dies untersagt worden war. So wurde schon im Januar 1691 ein Kapıcıbaşı eingesetzt, um die Vorfälle zu untersuchen. Ahmed Paşa wurde hingerichtet.

## Rezeption
In der Überlieferung wurde die Erhebung als „Rebellion“ bezeichnet, ihr Anführer als „Bandit“ betrachtet. Da die Quellen über Mehmed Ağa Boyacıoğlu aus der Sphäre osmanischer Herrschaft stammen, die die Ereignisse rückblickend einordnete, machte sich die Historiographie vielfach deren Perspektive zu eigen und ordnete sie in die Phasen der staatlichen „Schwäche“ des Großreiches ein. Auch die Vorstellungen der Zeitgenossen, dass es in früheren Zeiten eine unmittelbarere Machtausübung und generell bessere gesellschaftliche Zustände gegeben habe, wurde vielfach bei der Darstellung der Rebellionen unkritisch rezipiert. Damit fügte sich zugleich das Bild der ständigen „Rebellionen“ in das Bild vom Abstieg des Osmanenreiches, oder gar von dessen Dekadenz. Darüber hinaus wird damit die Grenze zwischen Aufständen und Militärrevolten verwischt, die in der Tat im 17. Jahrhundert stark zunahmen. Damit wird der Blick für lokale und regionale sozio-ökonomische Zusammenhänge versperrt. Der osmanische Einheitsbegriff şaki/eşkiya für jedermann, der sich außerhalb der Autorität des Sultans bewegte, trug viel zu dieser Betrachtungsweise bei. Immerhin gab es aber die Möglichkeit, aus dieser gleichsam illegitimen Situation wieder in ein loyales Verhältnis zurückzukehren. So wurden alle diese Unruhen als isyan, şakavet oder fitne bezeichnet.